# Інститут Антона Паннекука
Інститут Антона Паннекука (нід. Anton Pannekoek Instituut, API) — астрономічний науково-дослідний інститут у складі Амстердамського університету. Дослідження інституту включають нейтронні зорі, чорні діри, гамма-спалахи, швидкі радіоімпульси, формування планет, зореутворення та еволюцію зір.

## Історія
Інститут був заснований у 1921 році як «Астрономічний інститут Муніципального університету Амстердама». Того року новий директор, астроном і марксист Антон Паннекук отримав фінансові ресурси від муніципалітету Амстердама для призначення перших співробітників і придбання перших інструментів.
Інститут був започаткований на горищі університетського комплексу в Аудеманхейспорт в Амстердамі. Після цього він розміщувався на Рутерстрат, спочатку під номером 1a, а з грудня 1969 року в будівлі математики під номером 15. З 1989 року інститут знаходиться в Амстердамському науковому парку. На вершині інституту знаходиться обсерваторія Антона Паннекука, де студенти можуть проводити астрономічні спостереження. В одному з двох куполів знаходиться телескоп Річі-Кретьєна діаметром 51 см.

## Співпраця
Інститут співпрацює, зокрема, з інститутами ASTRON (радіоастрономія) та SRON (космічні дослідження) у рамках «Нідерландської дослідницької школи астрономії». Існує співпраця з Інститутом теоретичної фізики Амстердама та Інститутом фізики високих енергій у дослідженні фізики астрочастинок і космології в рамках партнерства GRAPPA. Він також бере участь у міжнародному проекті LOFAR, нідерландському радіоінтерферометрі, що складається з тисячі радіоантен.